# 亚利桑那州行政区划
美国亚利桑那州一共有15个县，其中莫哈維縣、皮马县、亞瓦派縣和尤馬郡是在1862年亞利桑那領地成立后于1864年建立的。1865年莫哈维县还分裂出了一个帕烏特郡，但1871年该县又予废除，领土回归莫哈维县。1912年，亚利桑那正式加入联邦成为美利堅合眾國的一个州时，只有拉巴斯縣尚未成立。
州内许多县的名字来自于原本生活在这里的美洲原住民，15个县中有9个是以原住民部落命名。另外有3个县的名称是西班牙语，属于早期来到这里西班牙探险家的命名：拉巴斯县、聖克魯斯郡和皮納爾縣。剩下的县中，葛蘭姆郡是以同名山脉命名，格林利縣则是以该州早期的一位开拓者命名。
以下表格会在每一个县的名称后面列出其聯邦資訊處理標準代码（简称FIPS代码），该代码是聯邦政府用来区分各州和各县的唯一识别码。亚历桑那州的代码是04，结合任何一个县的代码则为“04XXX”。所有的FIPS代码将链接至该县最近的一次人口普查数据。

## 县份列表
| 县         | FIPS代码 | 县城         | 成立年份 | 起源                         | 辞源                                                         | 人口      | 面积           | 地图                       |
| ---------- | -------- | ------------ | -------- | ---------------------------- | ------------------------------------------------------------ | --------- | -------------- | -------------------------- |
| 阿帕奇县   | 001      | 圣约翰斯     | 1879     | 亚瓦派县的一部分             | 居住在州内东北部的阿帕奇族美洲原住民                         | 69,980    | 29,054平方公里 | 標示出阿帕奇县位置的地圖   |
| 科奇斯县   | 003      | 比斯比       | 1881     | 皮马县的一部分               | 同名阿帕奇族酋长                                             | 127,866   | 16,107平方公里 | 標示出科奇斯县位置的地圖   |
| 科科尼诺县 | 005      | 弗拉格斯塔夫 | 1891     | 亚瓦派县的一部分             | 美洲原住民部落名称                                           | 134,421   | 48,332平方公里 | 標示出科科尼诺县位置的地圖 |
| 希拉县     | 007      | 格洛布       | 1881     | 马里科帕县和皮纳尔县的一部分 | 流经亚历桑那州境内的希拉河，该名称来自美洲原住民语言         | 51,994    | 12,422平方公里 | 標示出希拉县位置的地圖     |
| 格雷厄姆县 | 009      | 萨福德       | 1881     | 阿帕奇县和皮马县的一部分     | 同名山峰                                                     | 34,769    | 12,020平方公里 | 標示出格雷厄姆县位置的地圖 |
| 格林利县   | 011      | 克利夫顿     | 1909     | 格雷厄姆县的一部分           | 梅森·格林利，地区勘探先锋                                    | 7,754     | 4,786平方公里  | 標示出格林利县位置的地圖   |
| 拉巴斯县   | 012      | 帕克         | 1983     | 尤马县的一部分               | 科罗拉多河岸边短暂存在过的一个新兴同名城市，西班牙语意为和平 | 20,172    | 11,689平方公里 | 標示出拉巴斯县位置的地圖   |
| 马里科帕县 | 013      | 菲尼克斯     | 1871     | 皮马县和亚瓦派县的一部分     | 同名美洲原住民部落                                           | 3,990,181 | 23,890平方公里 | 標示出马里科帕县位置的地圖 |
| 莫哈维县   | 015      | 金曼         | 1864     | 最早建立的四县之一           | 同名美洲原住民部落                                           | 194,944   | 34,887平方公里 | 標示出莫哈维县位置的地圖   |
| 纳瓦霍县   | 017      | 霍尔布鲁克   | 1895     | 阿帕奇县的一部分             | 纳瓦霍族美洲原住民                                           | 111,273   | 25,794平方公里 | 標示出纳瓦霍县位置的地圖   |
| 皮马县     | 019      | 图森         | 1864     | 最早建立的四县之一           | 同名美洲原住民部落                                           | 1,003,235 | 23,799平方公里 | 標示出皮马县位置的地圖     |
| 皮纳尔县   | 021      | 弗洛伦斯     | 1875     | 皮马县和马里科帕县的一部分   | 同名山脉和同名美洲原住民部落                                 | 324,962   | 13,919平方公里 | 標示出皮纳尔县位置的地圖   |
| 聖十架縣   | 023      | 诺加利斯     | 1899     | 科奇斯县和皮马县的一部分     | 同名河流                                                     | 42,845    | 3,206平方公里  | 標示出聖十架縣位置的地圖   |
| 亚瓦派县   | 025      | 普雷斯科特   | 1864     | 最早建立的四县之一           | 同名美洲原住民部落                                           | 212,635   | 21,051平方公里 | 標示出亚瓦派县位置的地圖   |
| 尤马县     | 027      | 尤马         | 1864     | 最早建立的四县之一           | 同名美洲原住民部落，后称奎查恩人                             | 190,557   | 14,294平方公里 | 標示出尤马县位置的地圖     |

## 废除的县
- 派尤特县（1865至1871年），如今属莫哈维县和内华达州克拉克县[9]。